# Jelek (Árpád fia)
Jelek – Anonymusnál Hülek, helynevekben Üllő – Árpád magyar fejedelem fia volt. Neve a török *ellig „államszervezettel bíró; uralkodó, király” szó kazár közvetítésű csuvasos alakjából magyarázható. A szó köztörök megfelelője helynevekben az Üllő.
Téli szállása a Kalocsa–Tolna térség – ahol Árpád és négy fia téli-nyári szállásváltó partvonalai találkoztak – kalocsai oldalán, nyári szállása pedig Üllő lehetett. Anonymus szerint az ő fiai a nyitrai dukátust kapták.

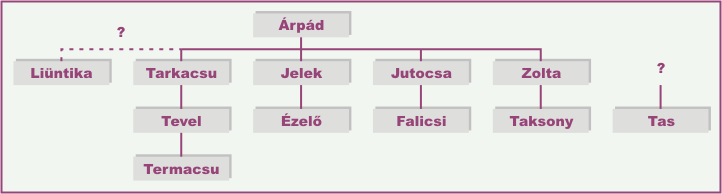
Árpád leszármazottai Konstantin szerint

Vita van azon, hogy ki volt Jelek fia. 948 körül VII. Bíborbanszületett Konstantin megadja Árpád nagyfejedelem négy fia és négy unokája nevét: Tarhacsi fia Teveli, Jelek fia Ezeleg, Jutocsa fia Falicsi („a mostani fejedelem”), Zolta fia Taksony. Ezután megmondja, hogy Tarhacsi és Teveli már meghaltak, de ott van a követségben Teveli fia Termacsu. Azt is közli, hogy Árpád másik három fia is meghalt, de unokái, Fali, Tas és Taksony még élnek. Eltűnt tehát a sorból Ezeleg, de feltűnt az előbb nem említett Tas. Itt a császár nem említi az ötödik, valójában legidősebb fiú Liüntika nevét sem, akit pedig másik helyen, a bolgárok elleni hadjáratnál említ. Ismeri tehát a nevét, de itt csak az utódlás szempontjából fontos fiakat sorolja fel.
A probléma megoldását tekintve a történészek nem jutottak eddig egyetértésre. Abban a többség egyetért, hogy Tas Árpád unokája volt, de Hóman Bálint és Dümmerth Dezső szerint Tas Falicsi öccse, azaz Jutocsa fia.
Györffy György szerint Ezeleg helyett Tas volt Jelek fia. Györffy György álláspontját a magyar településnevek vizsgálatára alapozza, melynek során megállapította Árpád és utódainak szálláshelyeit, és azt találta, hogy ezek Üllő és Tas esetén egymáshoz közel esnek.